# 2002 BM26
2002 BM26 è un asteroide appartenente al gruppo Amor, non ancora numerato definitivamente e ancora senza nome.
Ha un'albedo di 0,023 e un periodo di rotazione di 2,7 ore.
L'asteroide per il suo diametro e per la sua MOID di soli 0,0307455 UA, pari a circa 4,6 milioni di km è classificato anche come PHA: l'asteroide taglia il piano dell'orbita della Terra attorno al 9 febbraio, passaggi molto ravvicinati con la Terra sono avvenuti nel 2002 e precedentemente nel 1935.
Osservazioni radar compiute il 9 e il 10 febbraio 2002 con il radiotelescopio di Arecibo hanno mostrato che l'oggetto è un asteroide binario, il corpo secondario ha un diametro di circa 100 metri.